# STAP2
STAP2 (англ. Signal transducing adaptor family member 2) – білок, який кодується однойменним геном, розташованим у людей на короткому плечі 19-ї хромосоми. Довжина поліпептидного ланцюга білка становить 403 амінокислот, а молекулярна маса — 44 894.
| 10         |  | 20         |  | 30         |  | 40         |  | 50         |
| ---------- |  | ---------- |  | ---------- |  | ---------- |  | ---------- |
| MASALRPPRV |  | PKPKGVLPSH |  | YYESFLEKKG |  | PCDRDYKKFW |  | AGLQGLTIYF |
| YNSNRDFQHV |  | EKLNLGAFEK |  | LTDEIPWGSS |  | RDPGTHFSLI |  | LRDQEIKFKV |
| ETLECREMWK |  | GFILTVVELR |  | VPTDLTLLPG |  | HLYMMSEVLA |  | KEEARRALET |
| PSCFLKVSRL |  | EAQLLLERYP |  | ECGNLLLRPS |  | GDGADGVSVT |  | TRQMHNGTHV |
| VRHYKVKREG |  | PKYVIDVEQP |  | FSCTSLDAVV |  | NYFVSHTKKA |  | LVPFLLDEDY |
| EKVLGYVEAD |  | KENGENVWVA |  | PSAPGPGPAP |  | CTGGPKPLSP |  | ASSQDKLPPL |
| PPLPNQEENY |  | VTPIGDGPAV |  | DYENQDVASS |  | SWPVILKPKK |  | LPKPPAKLPK |
| PPVGPKPEPK |  | VFNGGLGRKL |  | PVSSAQPLFP |  | TAGLADMTAE |  | LQKKLEKRRA |
| LEH        |  |            |  |            |  |            |  |            |

A: Аланін

C: Цистеїн

D: Аспарагінова кислота

E: Глутамінова кислота

F: Фенілаланін

G: Гліцин

H: Гістидин

I: Ізолейцин

K: Лізин

L: Лейцин

M: Метіонін

N: Аспарагін

P: Пролін

Q: Глутамін

R: Аргінін

S: Серин

T: Треонін

V: Валін

W: Триптофан

Кодований геном білок за функцією належить до фосфопротеїнів. 
Задіяний у такому біологічному процесі, як альтернативний сплайсинг. 
Локалізований у цитоплазмі.